# حكومة زيد بن شاكر الثانية
حكومة زيد بن شاكر الثانية هي الحكومة الثامنة والسبعون من حكومات المملكة الأردنية الهاشمية. شكّل زيد بن شاكر الحكومة في 21 نوفمبر عام 1991م، بتكليف من ملك الأردن الحسين بن طلال. وقد حلّت الحكومة في شهر مايو 1993.

## التشكيل
| الاسم                                        | المهام الوزارية                             |
| -------------------------------------------- | ------------------------------------------- |
| معالي الدكتور صالح شفيق خليل ارشيدات         | وزيرا للشباب                                |
| سمو الامير زيد بن شاكر                       | رئيسا للوزراء ووزيرا للدفاع                 |
| معالي السيد ذوقان الهنداوي                   | نائبا لرئيس الوزراء ووزيرا للتربية والتعليم |
| معالي المهندس علي محمد عطوي السحيمات         | نائبا لرئيس الوزراء ووزيرا للنقل            |
| معالي الدكتور كامل صالح فريح ابوجابر         | وزيرا للخارجية                              |
| دولة الدكتور عبدالله عبدالكريم حمدان النسور  | وزيرا للصناعة والتجارة                      |
| معالي الدكتور عوض محمد عوده خليفات           | وزيرا للتعليم العالي                        |
| معالي السيد ينال عمر حكمت مفدز               | وزيرا للسياحة والاثار                       |
| معالي السيد إبراهيم يوسف إبراهيم عزالدين     | وزير دولة لشؤون رئاسة الوزراء               |
| معالي السيد باسل عبدالرحيم منيب جردانه       | وزيرا للمالية                               |
| معالي الدكتور زياد محمد فريز فريز            | وزيرا للتخطيط                               |
| معالي السيد يوسف المبيضين                    | وزيرا للعدل                                 |
| دولة السيد عبدالكريم علاوي الكباريتي         | وزيرا للعمل                                 |
| معالي السيد جمال احمد مفلح الصرايره          | وزيرا للبريد والاتصالات                     |
| معالي المهندس سعد هايل عوده السرور           | وزيرا للاشغال العامة والاسكان               |
| معالي المهندس سمير فرحان خليل قعوار          | وزيرا للمياة والري                          |
| معالي السيد جمال حديثه علي الخريشه           | وزير دولة                                   |
| معالي السيد جودت السبول                      | وزيرا للداخلية                              |
| دولة المهندس علي حسين محمد ابوالراغب         | وزيرا للطاقة والثروة المعدنية               |
| سماحة الشيخ عزالدين عبدالعظيم الخطيب التميمي | وزيرا للاوقاف والشؤون والنمقدسات الاسلامية  |
| معالي الدكتور عبدالرزاق بديوي إسماعيل طبيشات | وزيرا للشؤون البلدية والقروية والبيئة       |
| معالي السيد محمود الشريف                     | وزيرا للاعلام                               |
| معالي السيد عاطف محمد خليل البطوش            | وزير دولة للشؤون البرلمانية                 |
| معالي السيد سلطان ماجد سلطان العدوان         | وزير للدولة                                 |
| معالي الدكتور محمود داود سليمان السمره       | وزيرا للثقافة                               |
| معالي السيد محمد هاشم احمد السقاف            | وزيرا للتموين                               |
| معالي الدكتور عارف سعد علي البطاينه          | وزيرا للصحة                                 |
| معالي الدكتور فايز عيسى سالم خصاونه          | وزيرا للزراعة                               |
| معالي الدكتور امين عواد مهنا المشاقبه        | وزيرا للتنمية الاجتماعية                    |

## وصلات خارجية
- موقع رئاسة الوزراء